# 2022年臺灣鐵路工會依法休假事件
2022年臺灣鐵路工會依法休假事件，是指在2022年5月1日五一劳动节，台灣鐵路工會因為不滿交通部未經協商即強推臺灣鐵路管理局公司化，依《勞動基準法》集體休假的事件。

## 事件背景
2021年4月2日，臺灣鐵路管理局第408車次太魯閣號行經花蓮縣秀林鄉清水隧道時撞擊自工地山坡滑落的工程車，事故導致49人死亡。由於台鐵在三年內連續發生兩次重大事故，各界要求台鐵改革的呼聲益發高漲。截至休假事件發生前，全世界的鐵路公司僅台灣、古巴、緬甸與北韓仍是公務體系營運。為了回應改革的訴求，行政院會議於事件一周年前夕，通過《國營台灣鐵路股份有限公司設置條例》草案，推動台鐵公司化的進程。
然而，行政院版《國營台灣鐵路股份有限公司設置條例》草案沒有列入「票價調整機制」及「行車安全」相關規章，無法弭平台鐵長年過低票價導致的虧損問題；引發台鐵員工質疑，該草案無法促進安全提升，也缺乏財務永續的願景。

## 事件經過
在2022年4月15日協商過程中，交通部部長王國材維持原態度，仍反對將《台鐵公司條例》草案退回重新協商，致使協商破局。4月17日，台鐵官網就將2022年5月1日當天（五一劳动节）的訂票系統關閉。這也是台鐵自1988年5月1日發生首次罷工事件事隔34年後，第2次發生非因颱風、天災全面停駛的狀況。4月21日，王國材召開記者說明會說明當日表定的列車會全數停駛，並公布交通應變計畫，說明已協同臺鐵局、公路總局及台灣高鐵公司審慎規劃填補臺鐵預估當天運能缺口約35.8萬人次之需求，並提出「類火車」概念以避免重演1988年事件。2022年5月1日的「類火車」客運路線共有12條（包含西部6條路線、東部3條路線、南迴線3條路線）、共停靠36站、開出716班次、提供28,640個座位；在價格方面，則以台鐵在開行「類火車」的各站售票或刷電子票證，票價則以區間車計價。
4月24日，台鐵局官網發布局長杜微的道歉公開信，內文為：「我們很抱歉，今年（2022年）5月1日勞動節停駛全部的表定列車，未能提供應有的旅運服務，在此代表全局向旅客及社會大眾致上最誠摯的歉意。如果旅客取消行程，可於一年內持未使用車票（含去回程車票）至各車站辦理全額退票，免收手續費。造成您的不便，再次深致歉忱」。同時杜微表示，由於5月1日列車全部停駛，建議民眾取消行程，或直接前往替代運具發車地點搭乘。也因台鐵「五一勞動節不配合加班」，觀光列車和藍皮解憂號（鳴日號原本在當日就沒有班次，故不受影響）必須停駛。但在台鐵局盤點乘務人力後，4月30日仍在官網公告，會於5月1日臨時機動開行12列次區間車和6列次區間快車。
5月1日，臺灣鐵路產業工會響應臺灣鐵路工會依法休假行動，並發動遊行，向中華民國總統兼民主進步黨主席蔡英文喊話「安全改革基層參與，總統請聽路員心聲」，批評交通部與台鐵局忽視基層心聲，並提出「安全改革、待遇提升、同工同酬、勞動條件、永續經營、產業民主」六項訴求。台鐵臺北車站員工兼臺灣鐵路產業工會理事長王傑說，現在台鐵的監理單位，無論是交通部還是交通部鐵道局都是自己人，甚至國家運輸安全調查委員會裡也都是與交通部長期關係良好的專家學者，「無法做到外部監理，怎麼可能落實安全改革」。
5月5日，臺鐵回應臺灣鐵路工會提問5項有關公司化議題的題目，協商仍舊沒有達到共識，因此臺灣鐵路工會仍有可能發動依法休假；但假如有共識，已連署的不加班活動就會取消。
5月25日，臺灣鐵路工會開會討論端午節不加班行動，覺得和交通部的溝通有進展，決議取消行動。
5月27日，立法院三讀通過《國營臺灣鐵路股份有限公司設置條例》，全文共計23條。
8月2日，台灣鐵路工會召開理事會，不滿交通部與台鐵對公司化議題協商態度敷衍，決議啟動罷工程序：除繼續推動中秋節、國慶日、九合一選舉不加班之外，也開始啟動罷工法定程序。後因行政院釋出善意，於8月24日取消。

### 相關補償措施
2022年4月27日協商過程中，教育部部長潘文忠表示，因為五一勞動節適逢四技二專統一入學測驗（即統測）的第2天考試，考生若當天無替代方案，需用遊覽車或出租車接送時，所需相關費用教育部會協助。

## 各界回應

### 立法委員
- 中國國民黨籍立法委員傅崐萁表示，雖然交通部的立意很好，但「類火車」可行性受質疑；傅崐萁和同屬國民黨籍的立法委員洪孟楷亦都質疑，屆時車輛全部都塞在台9線，只會更塞車[23]。
- 無黨籍立法委員高金素梅表示，同樣都過勞動節，台鐵勞工要合法休假，王國材反而要求公路客運司機加班以填補運輸空檔，質疑是不針對問題尋求解決，只圖用短期策略度過危機[24]。
- 台灣民眾黨籍立法委員張其祿認為，去讓台鐵旅客等一天只有個位數班次的公共汽車或自行搭乘出租車，是付之闕如[25]。

## 圖集

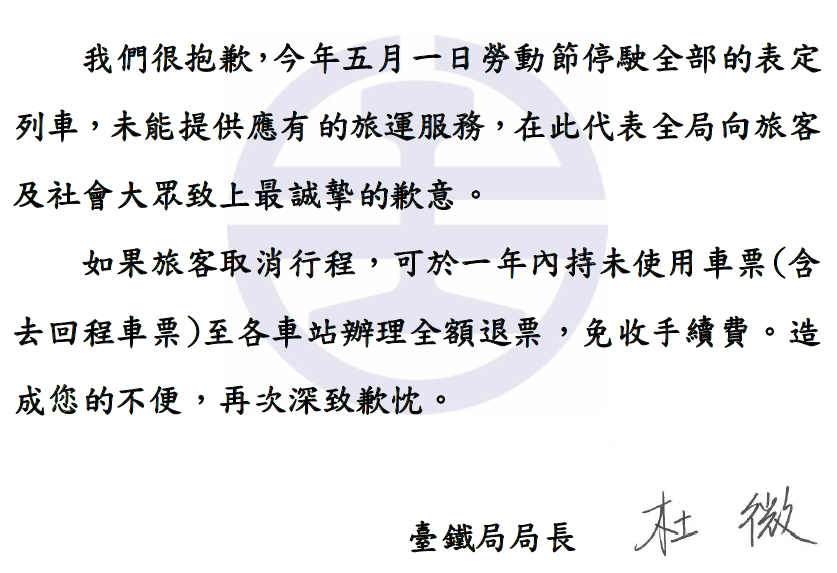
台鐵官網上的勞動節停駛公告。
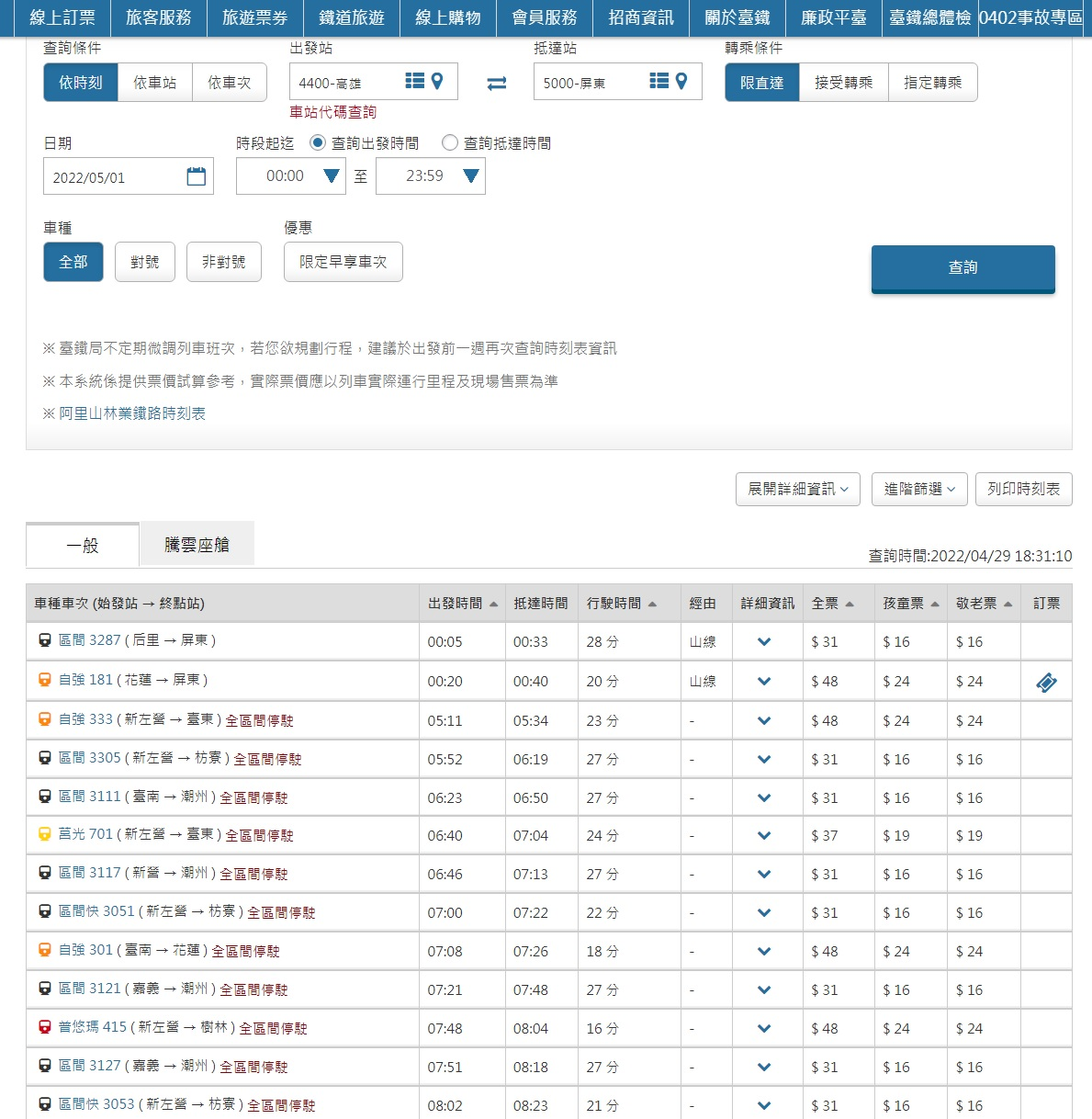
2022年5月1日臺灣鐵路管理局列車時刻和車次查詢系統中，高雄車站至屏東車站旅客列車時刻表。除了因前一天（2022年4月30日）遇到當天有跨日的班次而正常行駛之外，其它班次均顯示「全區間停駛」。
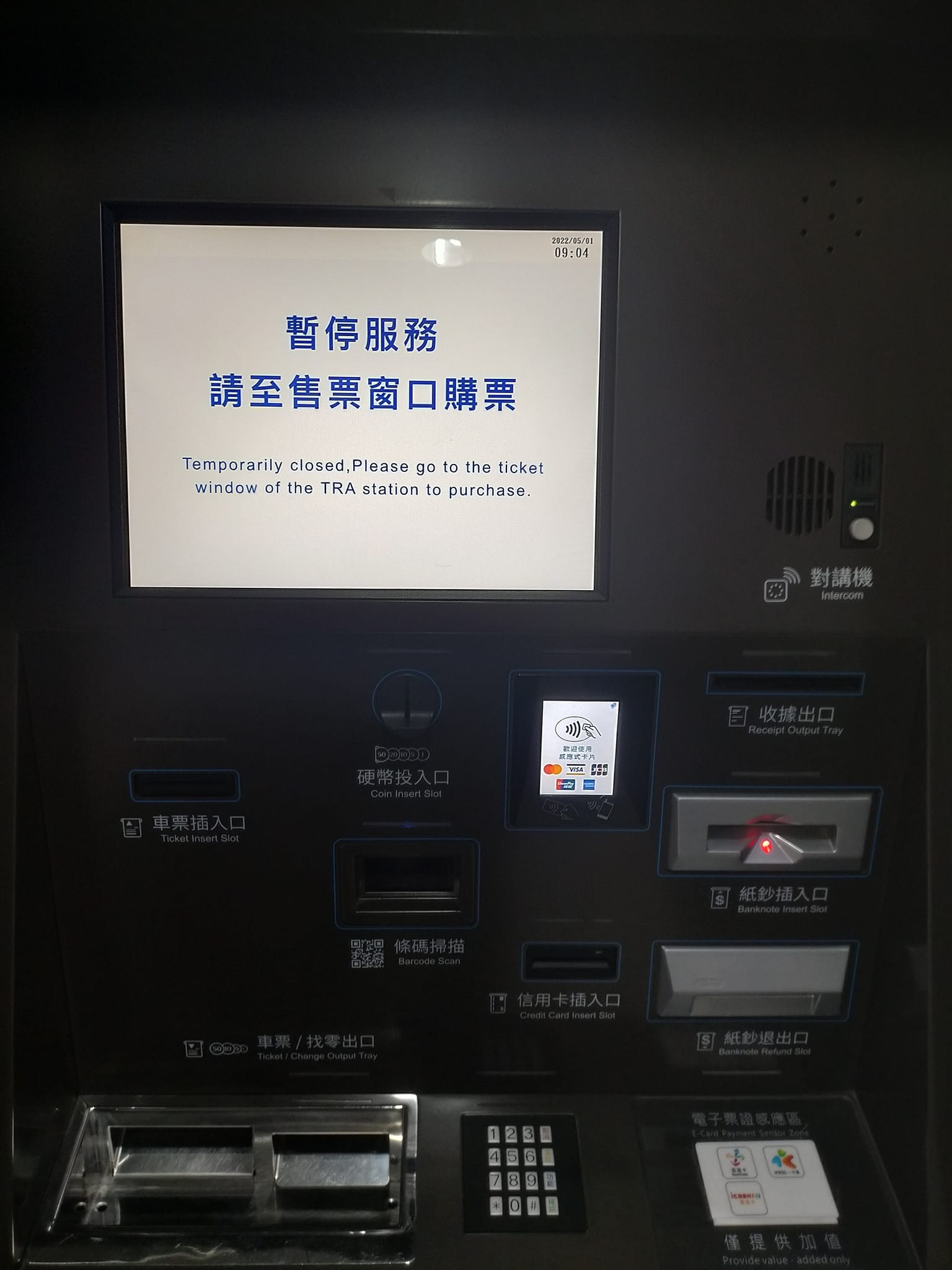
2022年5月1日臺灣鐵路管理局屏東車站大廳自動售票機，因應台鐵工會依法休假，故暫停服務。
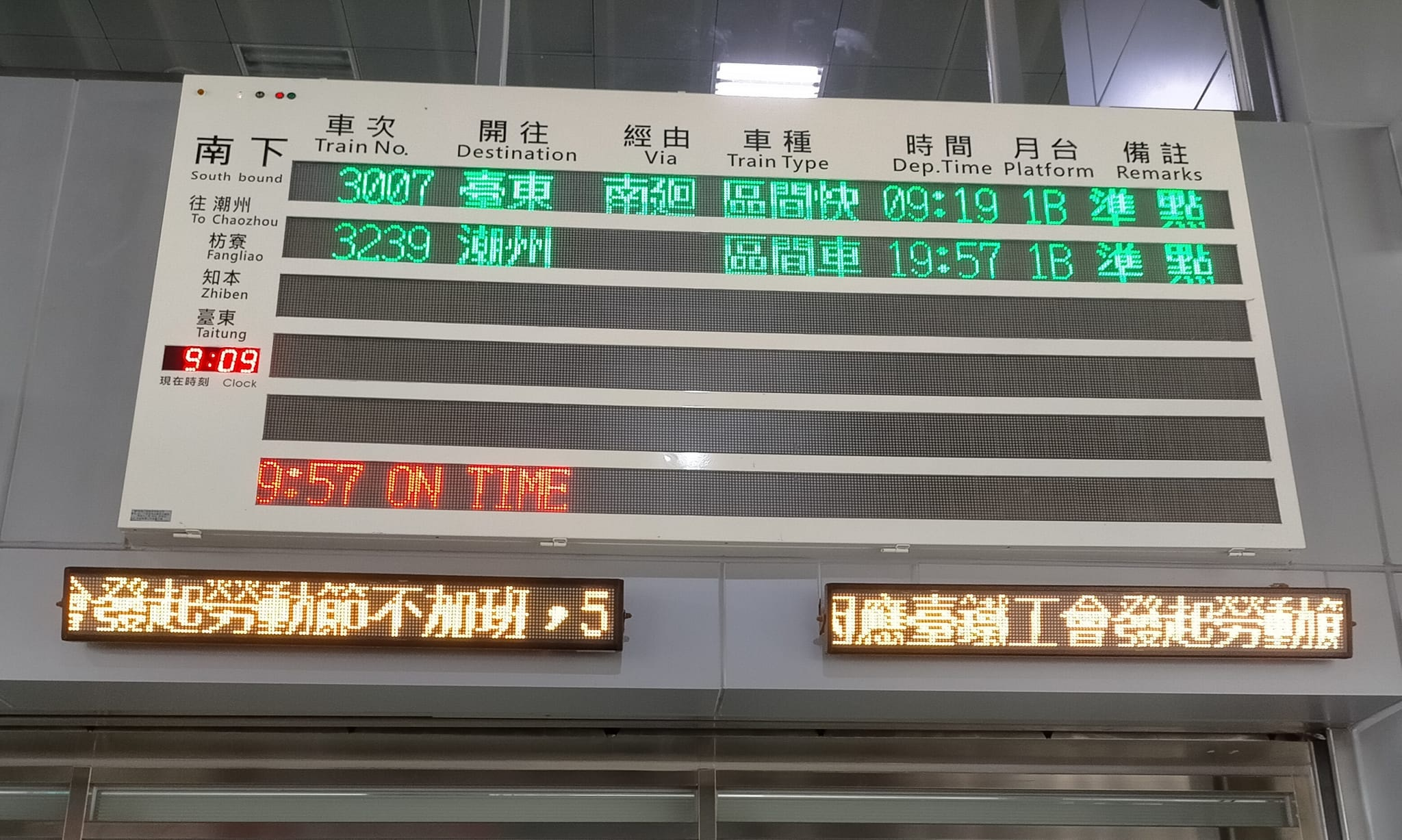
2022年5月1日臺灣鐵路管理局屏東車站大廳旅客列車時刻表，因應台鐵工會依法休假，故班次很少且均為臨時班次。

## 其他
- 雖然5月1日表定列車全面停駛，但臺鐵表示「搭高鐵的旅客會購買臺鐵便當」[26]，因此仍有12處照常販售臺鐵便當，甚至臺北車站販售點在一小時內臺鐵便當即販售完畢[27]。
- 前臺鐵臺北車站站長鄒錦松對於這次台鐵5月1日勞動節特別有感，因為他認為1988年5月1日台鐵全台罷工轟動全世界，所以他有生之年來看看[28][29]。